# Coupe de Belgique masculine de handball 1959-1960
Navigation
Coupe de Belgique 1960-1961
La Coupe de Belgique masculine de handball de 1959-1960 fut la 1re édition de cette compétition organisée par l'Union belge de handball (UBH). 
La finale se joua à Seraing sur la Piste du Val-Potet le 9 juillet 1960 à 19h00. Elle opposa les deux équipes liégeoises de l'Olympic Club Flémallois et du HC Beyne. La finale se solda par un 7 à 4 en faveur des Flémallois. C'est donc l'OCF qui remporta la toute première coupe et réalisa le premier doublé Coupe-Championnat. 

## Participants
Pour sa toute première édition, la Coupe de Belgique met aux prises 16 équipes dont seulement cinq évoluant en Division 1  et onze en séries provinciales.
| Club                                            | Matricule | Division   | Commune        | Province          |
| ----------------------------------------------- | --------- | ---------- | -------------- | ----------------- |
| Olympic Club Flémallois                         | 6         | Division 1 | Flémalle-Haute | Liège             |
| Union beynoise handball                         | 3         | Division 1 | Beyne-Heusay   | Liège             |
| Jeunesse Sportive Herstal                       | 38        | Division 1 | Herstal        | Liège             |
| Université de Liège                             | ?         | Division 1 | Liège          | Liège             |
| Malinois Handbal Club                           | 22        | Division 1 | Malines        | Anvers            |
| Handbal Vereniging Uilenspiegel Wilrijk         | 14        | Provincial | Wilrijk        | Anvers            |
| Malinois Handbal Club II                        | 22        | Provincial | Malines        | Anvers            |
| Association Royale Sportive Police de Bruxelles | 47        | Provincial | Schaerbeek     | Brabant           |
| Welta Mechelen                                  | ?         | Provincial | Malines        | Anvers            |
| Koninklijke Vereniging Sasja Handbal Club       | 41        | Provincial | Anvers         | Anvers            |
| Koninklijke Athletische Vereniging Dendermonde  | 43        | Provincial | Termonde       | Flandre-Orientale |
| Cercle Athlétique Schaerbeek                    | 27        | Provincial | Schaerbeek     | Brabant           |
| Tempo                                           | ?         | Provincial | Saint-Gilles   | Brabant           |
| Truyer                                          | ?         | Provincial | Rixensart      | Brabant           |
| Wandre Avenir                                   | ?         | Provincial | Wandre         | Liège             |
| Progrès Handball Club Seraing                   | 49        | Provincial | Seraing        | Liège             |

## Résultats

### Phase de poule
|  | Qualifié en quart de finale |

| Rang | Équipe              |
| ---- | ------------------- |
| 1er  | HC Beyne            |
| 2e   | Université de Liège |
| 3e   | Wandre Avenir       |
| 4e   | Progrès HC Seraing  |

| Rang | Équipe              |
| ---- | ------------------- |
| 1er  | OC Flémallois       |
| 2e   | Police de Bruxelles |
| 3e   | CA Schaerbeek       |
| 4e   | JS Herstal          |

| Rang | Équipe                  |
| ---- | ----------------------- |
| 1er  | Malinois HC I           |
| 2e   | HV Uilenspiegel Wilrijk |
| 3e   | KV Sasja HC             |
| 4e   | Welta Mechelen          |

| Rang | Équipe          |
| ---- | --------------- |
| 1er  | KAV Dendermonde |
| 2e   | Malinois HC II  |
| 3e   | Tempo           |
| 4e   | Treur           |

### Phase finale

#### Quarts de finale
Les quarts de finale ont eu lieu le samedi 25 juin 1960,.
| Club                | Résultat | Club                    |
| ------------------- | -------- | ----------------------- |
| Malinois HC I       | 16-17    | HV Uilenspiegel Wilrijk |
| KAV Dendermonde     | 7-23     | OC Flémallois           |
| Police de Bruxelles | ?-?      | Université de Liège     |
| HC Beyne            | 18-3     | Malinois HC II          |

#### Demi-finales
Les demi-finales ont eu lieu le samedi 2 juillet 1960 à Borgerhout et à Herstal.
| Club                    | Résultat | Club              |            |
| ----------------------- | -------- | ----------------- | ---------- |
| HV Uilenspiegel Wilrijk | ?-?      | OC Flémallois     | Borgerhout |
| HC Beyne                | ?-?      | Police/Université | Herstal    |

#### Finale
La finale de la première édition de la Coupe de Belgique a eu lieu à Seraing sur la Piste du Val-Potet le 9 juillet 1960 à 19h00.
| Club          | Résultat | Club     |
| ------------- | -------- | -------- |
| OC Flémallois | 7-4      | HC Beyne |

- Pour Flémalle : Agnelli, Elens, Deams Mossoux, Dewar, Vanderbeulden, Goffin, Bettoli
- Pour Beyne : Matroule, Schitzeleer, Delmotte, Lemair, Lelvaux, Viatour, Jolois, Crutzen, Califice, Gratia

## Vainqueur
| Coupe de Belgique 1959-1960 Olympic Club Flémallois 1er titres |